# 緑丘 (上尾市)
緑丘（みどりがおか）は、埼玉県上尾市の町名。現行行政地名は緑丘一丁目から五丁目。住居表示実施済み。郵便番号は362-0015。
市の統計などでは上尾地区で分類されている。

## 地理
埼玉県の中央地域（県央地域）で、上尾市中央部のやや北に位置する。地区の大部分は大宮台地上に位置され、地区の北東部には低地があり、芝川が流れていたが暗渠化され、その上部は車道となっている。
町域の東側を錦町、南側を本町や上町、西側を春日や原新町、北側を久保や西門前と隣接する。町域の中央を国道17号、西部を鴻巣桶川さいたま線が南北に縦断し、緑丘と春日の境界を高崎線が南北に通る。
全域が市街化区域で主に第一種住居地域や第一種低層住居専用地域（国道沿いは準住居地域、旧中山道沿いは第二種住居地域、駅前通りは近隣商業地域）に指定され、戦前までは芝川周辺の低地は水田地帯で、それ以外は雑木林であったが、その後次第に開発され、全体的には住宅地や商業地が広がっている。

### 地価
住宅地の地価は、2018年（平成30年）の公示地価によれば、緑丘三丁目7−12の地点で13万8000円/m2となっている。

## 歴史
- 1965年（昭和40年）
  - 月日不明 - 同年7月6日に設立認可された緑丘土地区画整理事業の施工に着手する[11]。
  - 11月23日 - 稲荷神社脇に（旧）公民館が建設され、落成式が行なわれた[12]。
- 1966年（昭和41年）9月1日 - 土地区画整理事業の完成に伴い換地処分が実施され[11]、大字久保、南、上、西門前の各一部より大字緑丘が成立する[13][注釈 1]。
- 1967年（昭和42年）7月1日 - 住居表示に関する法律に基づき住居表示（第三次）が実施され[14]、大字緑丘、上尾宿、上尾村、柏座、谷津、西門前、久保、南の各一部より緑丘一丁目〜五丁目が成立する[8][13]。これにより大字緑丘は消滅する。また、「緑ヶ丘町会」（1952年5月1日創立）を改称し「緑丘町内会」とする[12]。
- 1969年（昭和44年） - 地内に「上尾みどりが丘幼稚園」が開園（認可）する[15]。

（昭和49年）8月 - 新公民館（現緑丘公民館）が建設され、落成式が行なわれた。
- 1976年（昭和51年）
  - 4月 - 地内に市立「緑丘保育所」が開所する[16]。
  - 8月 - 地内に「スポーツ広場（現、緑丘広場）」が開場される[12]。
- 1977年（昭和52年）12月 - 地内に「上尾医療センター」が開設される[16]。
- 1989年（平成元年） - 流域周辺の宅地化を理由に地区東端を流れている芝川の暗渠化工事に着手する[9]。
- 1995年（平成7年） - 芝川がボックスカルバートにより暗渠化される[9]。
- 1999年（平成11年）3月31日 - 地区内に所在した上尾公園（通称「プリンス公園」[注釈 2]）が前年9月末に閉鎖され、道路用地とする部分を除いた敷地が地権者に返還される[17][12][18]。
- 2000年（平成12年）11月16日 - 上尾公園跡地に大型ショッピングモール「P･A･P･A上尾ショッピングアヴェニュー」が開業する。開業当時は県内最大級の商業施設であった[注釈 3]。
- 2001年（平成13年）5月1日 - さいたま市の発足および路線整理に伴ない、地内を通る県道の鴻巣桶川大宮線が鴻巣桶川さいたま線に改称される。
- 2008年（平成20年）3月31日 - 東武バスの折り返し施設・停留所である「上尾車庫」が閉鎖される（同地に所在した旧上尾営業所は1998年に現在地である小敷谷の「西上尾車庫」(旧・上尾営業所西上尾出張所)と統合され、そちらに移転の上で閉鎖）。
- 2013年（平成25年）7月6日 - 地区内に「東保健センター」が開設される[19]。
- 2015年（平成27年）7月31日 - 老朽化した「緑丘公民館」の修繕工事が完了する[12]。
- 2018年（平成30年）4月2日 - 東保健センター内に「子育て世代包括支援センター」（上尾版ネウボラ）が設置される[20]。

## 世帯数と人口
2019年（平成31年）1月1日現在（上尾市発表）の世帯数と人口は以下の通りである。
| 丁目       | 世帯数    | 人口    |
| ---------- | --------- | ------- |
| 緑丘一丁目 | 655世帯   | 1,483人 |
| 緑丘二丁目 | 912世帯   | 2,063人 |
| 緑丘三丁目 | 412世帯   | 874人   |
| 緑丘四丁目 | 423世帯   | 1,009人 |
| 緑丘五丁目 | 443世帯   | 1,011人 |
| 計         | 2,845世帯 | 6,440人 |

## 小・中学校の学区
市立小・中学校に通う場合、学区（校区）は以下の通りとなる。
| 丁目       | 番地 | 小学校             | 中学校           |
| ---------- | ---- | ------------------ | ---------------- |
| 緑丘一丁目 | 全域 | 上尾市立中央小学校 | 上尾市立東中学校 |
| 緑丘二丁目 | 全域 | 上尾市立中央小学校 | 上尾市立東中学校 |
| 緑丘三丁目 | 全域 | 上尾市立中央小学校 | 上尾市立東中学校 |
| 緑丘四丁目 | 全域 | 上尾市立芝川小学校 | 上尾市立東中学校 |
| 緑丘五丁目 | 全域 | 上尾市立芝川小学校 | 上尾市立東中学校 |

## 事業所
2021年（令和3年）現在の経済センサス調査による事業所数と従業員数は以下の通りである。
| 丁目       | 事業所数  | 従業員数 |
| ---------- | --------- | -------- |
| 緑丘一丁目 | 48事業所  | 354人    |
| 緑丘二丁目 | 58事業所  | 544人    |
| 緑丘三丁目 | 79事業所  | 1,237人  |
| 緑丘四丁目 | 20事業所  | 189人    |
| 緑丘五丁目 | 15事業所  | 59人     |
| 計         | 220事業所 | 2,383人  |

## 交通
地区内の西端をJR東日本高崎線が通るが、鉄道駅は設置されていない。最寄り駅は同線北上尾駅で、緑丘三丁目7−12の地点よりおよそ 600 m離れている。

### 道路
- 国道17号（大宮バイパス）
- 埼玉県道164号鴻巣桶川さいたま線（旧中山道）
- 埼玉県道323号上尾環状線（BS通り）
- 小敷谷吉田通線[23]（はなみずき通り）
- 緑丘南線 - 駅前通りである北上尾東口線と一体化する。

### バス
上尾駅東口駅前から羽貫駅方面への路線バスが運行されている。以前は2010年2月11日から2012年4月1日まで、北上尾駅から伊奈学園までを結ぶけんちゃんバスも運行されていた。
朝日自動車菖蒲営業所
地区内は「緑ヶ丘五丁目」バス停留所のみ設置されている。町丁の名称は緑丘であるが、停留所の名称は緑ヶ丘である。
上尾市コミュニティバス「ぐるっとくん」
- 上平箕の木循環

地区内は「緑丘一丁目」・「緑丘二丁目」・「北上尾駅入口」バス停留所が設置されている。

## 公園・緑地
- 緑丘公園
- 緑丘広場
- 緑丘一丁目公園
- ふれあいの森401（公園緑地） - 敷地の大半が宅地化され、南西端に一部が残されていた時期があったが、その後残部も廃止された。北緯35度59分08秒 東経139度35分18秒 / 北緯35.985559度 東経139.588464度
- ふれあいの森801（公園緑地） - 廃止。宅地化された。北緯35度59分09秒 東経139度34分52秒 / 北緯35.985755度 東経139.581065度

## 施設
北上尾駅付近や主要な通り沿いに多数の商業施設が立地する。
- P･A･P･A上尾ショッピングアヴェニュー - プリンセス棟、プリンス棟、アネックス棟が立地。棟名は上尾公園の建設経緯に由来[注釈 3]。
- 上尾市東保健センター
- 上尾医療センター
- 緑丘公民館
- 緑丘五丁目公民館 - 緑丘公園内に所在
- 上尾みどりが丘幼稚園
- 市立緑丘保育所
- NTT東日本 上尾ビル（旧上尾電報電話局）
- 島村工業 本社
- あげおエフエム（あいラジ・コミュニティFMラジオ局）